# Čebi kan
Čebi kan (kitajsko: 鼻可汗/车鼻可汗; pinjin: chēbí kěhàn; Wade–Giles: ch'e-pi k'o-han, rekonstruirano staroturško *Çavïş,) z osebnim imenom Ašina Hubo (阿史那斛勃; āshǐnà húbó; a-shih-na hu-po), pono vladarsko ime Jidžučebi kagan (乙注車鼻可汗/乙注车鼻可汗; yǐzhù chēbí kěhàn; i-chu ch'e-pi k'o-han), je bil po propadu Šuejantuoja kandidat za naslov kana Vzhodnega turškega kaganata. Nekaj časa je uspešno obnavljal Vzhodni turški kaganat, dokler ga ni leta 650 premagal in ujel  Gao Kan (高侃), general dinastije Tang. 

## Ozadje
Ašina Hubo naj bi bil iz manjše stranske veje gokturškega vladajočega  klana Ašina. Njegovi predniki naj bi več generacij služili kot podrejeni kani velikih kanom Vzhodnega turškega kaganata. Njegov sedež je bil v bližini gorovja Altaj.
Potem ko je Vzhodni turški kaganat propadel in je Ilig kagana ujela vojska dinastije Tang, je leta 630 večino nekdanjih ozemelj prevzel nekdanji vzhodnoturški vazal Šuejantuo. Nekaj poglavarjev v ostankih vzhodnoturškega kaganata je želelo razglasiti Ašina Huba za kana Vzhodnoturškega kaganata. Ašina Hubo se zaradi velike premoči Šuejantuoja naslova ni upal sprejeti, ampak se je podredil Šuejantuoju. Ker je veljal za inteligentnega in sposobnega moža, so se ga v Šuejantuoju bali in ga nameravali ubiti. Ko je Ašina Hubo izvedel za njihov načrt, je pobegnil proti severu, tam zbral svoje ljudi ter se razglasil za Jidžučebi kana ali krajše Čebi kana. Občasno je roparsko napadal Šuejantuo in postopoma postajal vse močnejši. 

## Vladanje
Leta 646 so sile Tanga in Ujgurskega kaganata uničile Šuejantuo. Ašina Hubo se je okrepil ter podredil jenisejske Kirgize in Karluke. Leta 647 je poslal svojega sina Ašina Šaboluoja (阿史那沙鉢羅) na Kitajsko, da bi pozdravil cesarja Tajdzonga iz Tanga in mu ponudil, da tudi sam obišče cesarja. Cesar Tajdzong je poslal generala An Djaodžeja (安調遮) in Han Hua (韓華), da pospremita Ašina Hubo na Kitajsko. Ko sta odposlanca prispela na cilj, sta ugotovila, da Ašina Hubo kljub pregovarjanju na namerava oditi na Kitajsko. Odposlanca sta se s poglavarjem Karlukov Nišu Kul Elteberjem dogovorila, da ujame Ašina Huba in ga pripelje v Tang. Ašina Hubo je odkril zaroto in njegov sin Ašina Džebi (阿史那陟苾) je v bitki ubil oba kitajska odposlanca. 

## Ujetništvo
Ogorčeni cesar Tajdzong je leta 649 poslal generala Gao Kana, podprtega z vojskama Ujgurov in Pugujev, da napade Ašina Huba. Ko je Gaova vojska prišla v Vzhodni turški kaganat, so se turški vazali začeli vdajati. Ko se je Gao leta 650 približal Ašina Hubovemu sedežu, je začel Ašina Hobo iskati pomoč vazalnih plemen, a je ni dobil. Poskušal je pobegniti, vendar so ga ujeli in odpeljali v Čangan. Cesarjev sin in naslednik Gaodzong ga je pomilostil in mu podelil naslov generala. Njegovo ozemlje ja razdelil na tri komande in 24 prefektur in položaje komandantov in prefektov podelil poglavarjem turških plemen. Ašina Hubo se po teh dogodkih ne omenja v nobenem dokumentu. 

## Otroci
- Ašina Šaboluo  (阿史那沙鉢羅)
- Ašina Džjeman (阿史那羯漫)
- Ašina Anšuo (阿史那菴鑠)
- Ašina Džebi (阿史那陟苾)